# Пенья, Серхио Сальвадор
Се́рхио Сальвадо́р Пе́нья Села́я (исп. Sergio Salvador Peña Zelaya, 9 мая 1987) — гондурасский футболист, полузащитник гондурасского клуба «Реал Сосьедад» и сборной Гондураса.

## Клубная карьера
Серхио Пенья начинал свою карьеру футболиста в гондурасском клубе «Реал Сосьедад» из своего родного города Токоа. В июле 2014 года он на правах аренды перешёл в «Инди Илевен», команду Североамериканской футбольной лиги. В феврале 2015 года Пенья заключил полноценный контракт с американским клубом, но с начала 2016 года вновь играет за гондурасский «Реал Сосьедад».

## Карьера в сборной
11 июля 2017 года Серхио Пенья дебютировал в составе сборной Гондураса, выйдя на замену в середине второго тайма матча против команды Французской Гвианы, проходившей в рамках Золотого кубка КОНКАКАФ 2017. Он также сыграл в матче отборочного турнира чемпионата мира 2018.